# Filipe Jesus
Filipe Jesus – portugalski rugbysta, jednokrotny reprezentant Portugalii w rugby union mężczyzn. Jego jedynym meczem w reprezentacji było spotkanie z Marokiem, które zostało rozegrane 5 maja 1968 w Lizbonie.